# 慕尼黑—奥格斯堡铁路
慕尼黑－奥格斯堡铁路（德語：Bahnstrecke München–Augsburg）是德国巴伐利亚州由慕尼黑至奥格斯堡的一条电气化四线铁路，全长61.9公里，于德国铁路的行车大纲中被标识为980号（KBS 980）。该铁路同时也是巴伐利亚马克西米利安铁路及欧洲中轴线（全欧交通网络第17号轴线，由巴黎至布达佩斯或布拉迪斯拉发）的组成部分。

## 走向

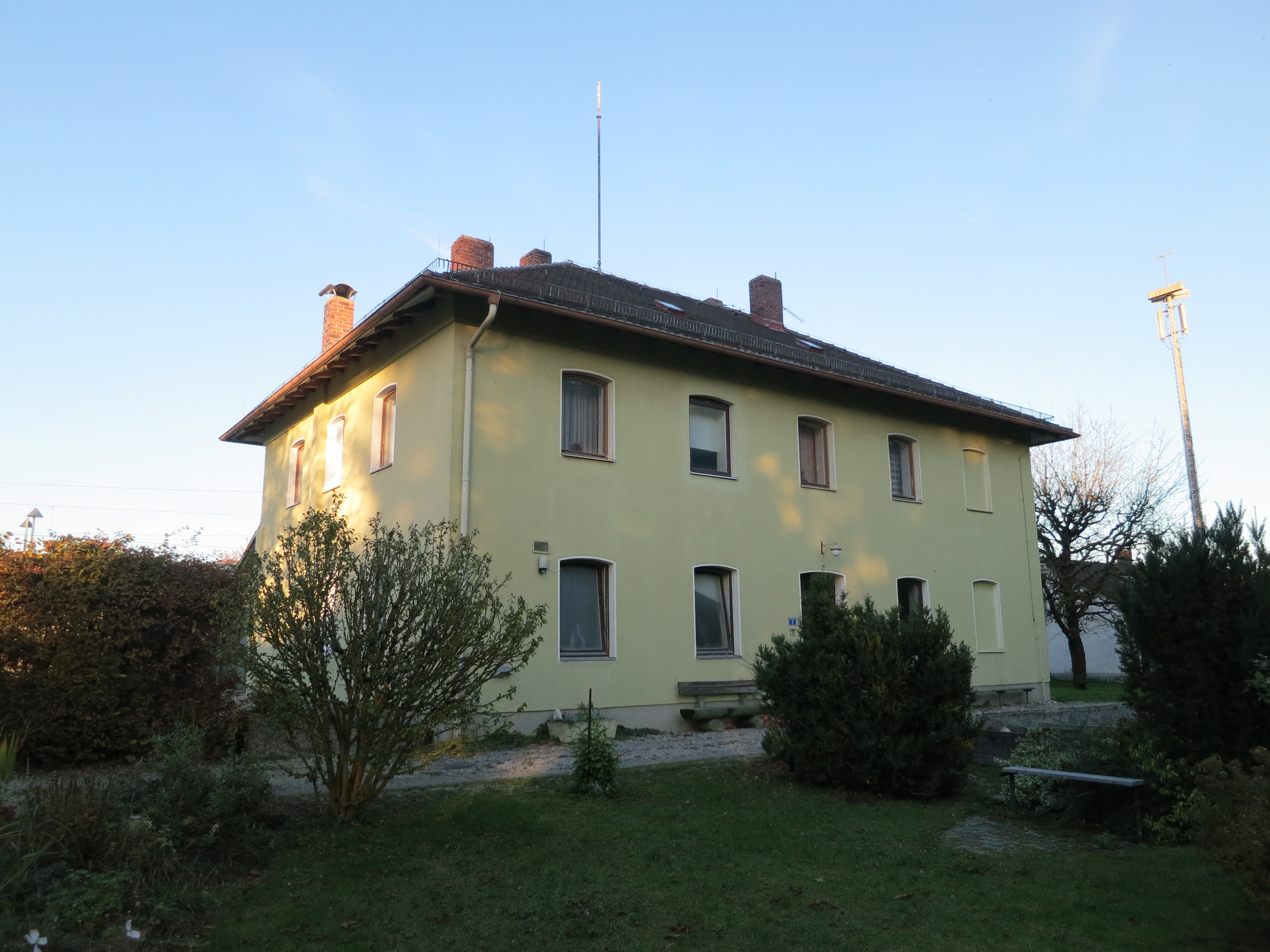
哈佩斯莫尔车站的站房

慕尼黑－奥格斯堡铁路从慕尼黑向西延伸至奥格斯堡。在经过许多其它线路的分支后，主线会跨越奥尔兴附近的安珀河。在奥尔兴车站，线路会将来自慕尼黑-帕辛的四线轨道（两条用于S-Bahn运输，两条用于长途、区域及货物运输）逐一劃分：
往奥格斯堡方向最左侧的线路是通往迈萨赫的慕尼黑城铁复线铁路，从迈萨赫则有单线铁路继续通往马门多夫。左侧的第二条轨道是奥格斯堡－慕尼黑方向的普速线（NGV-Gleis，短途及通勤服务），其右侧为奥格斯堡－慕尼黑方向的高速线（HGV-Gleis，高速服务）。最右侧的两条轨道是慕尼黑－奥格斯堡方向的普速线及高速线，从而使高速线轨道介乎于两条普速线之间。此外，在奥尔兴还可将两条普速线连接至往慕尼黑方向的货运专用线（慕尼黑北环铁路）。列车在奥尔兴的道岔改道後所允许的最高速度高达130公里/小时。在另一处地点格恩林登则可通过格恩林登立体交汇将往奥格斯堡方向的普速线变换至另一边的两条高速线，因此这时两条高速线会处于最右侧，普速线居中，城铁线位于最左侧。高速线轨道均配备有线状列车控制系统。
城铁轨道在马门多夫终止，主线则从马门多夫朝西北方向延伸。在哈斯佩莫尔附近，线路会连续跨越酸沼地形。来自魏尔海姆的阿默湖铁路与主线在梅灵附近接轨，并共同跨越帕尔河。随后两条线路再跨越莱希河，至终点奥格斯堡前均维持平行状态。
两条高速线轨道在奥尔兴车站的西北侧会通过一条约1公里长的立交桥跨越来自慕尼黑北编组站的货运专用线。往编组站方向的货运线则在该车站的东南侧跨越高速线。

## 历史
慕尼黑－奥格斯堡铁路是由慕尼黑－奥格斯堡铁路公司在1840年建成。在1846年完成国有化改革后，一座新的中央车站和一个新的铁路设施分别在奥格斯堡的罗森瑙贝格和奥伯豪森投入使用，原本设于红门附近的旧火车站则被废弃。
在慕尼黑-罗赫豪森至奥格斯堡-霍赫措尔之间全长42.7公里的路段在1977年被允许以200公里/小时的最高速度经营定期服务。这也使德国投入商业运营的众多列车得以首次达到这一常态化速度。自1977年9月25日起，达到200公里/小时的定期客运服务需要由联邦交通部长特批方可进行.。
为了配合慕尼黑国际交通博览会的举办，早在1965年6月26日至1965年10月3日期间，这条线路便开行有两对时速达200公里/小时的列车班次（D10/11次及D12/13次）。这是德国定期客运列车首次达到这样的速度。这些列车由4台E03型电力机车的试验性样车和全欧快车车厢组成。在全长62公里的线路中有近一半的路段（8.7公里处至19.2公里处，20.1公里处至54.8公里处）可以按200公里/小时的速度运行，然而在19.2公里处至20.1公里处之间仅为120公里/小时。全程的行车时间约为26分钟。列车于慕尼黑是停靠在交通博览会场地的高速月台，它从周一至周五提供每日一对的服务，在周末则增加至两对，票价为3至4马克。
自1967年5月28日起，全欧快车“蓝龙胆号”（TEE54/55次）获得联邦交通部长的特批，从而允许在该线路中图定以180公里/小时的速度运行。而为了测试线状列车控制系统的一种新形式，自1968年5月起，全欧快车“蓝龙胆号”及快速列车“莱茵闪电号”（Rheinblitz，F27/28次）在相同线路中被进一步允许图定以200公里/小时的速度运行。另一班全欧快车“伦勃朗号”（TEE11/12次）由于是在夜间行经该路段，因此只能维持180公里/小时的速度运行。慕尼黑－奥格斯堡铁路也就此成为首个应用新开发线状列车控制系统的线路。
作为德国联邦铁路网络扩建计划的一部分，该线路在1970年被纳入了一条全长220公里的新造线路计划，名为斯图加特－乌尔姆－奥格斯堡－慕尼黑补充铁路。但这项计划在其后已未再落实。
1976年，慕尼黑城铁在奥尔兴至慕尼黑总站之间拥有了自身的行车轨道。截至2003年，每日约有250班列车在该线路中通行。至2011年，这一数字被提升至350班。

### 改造

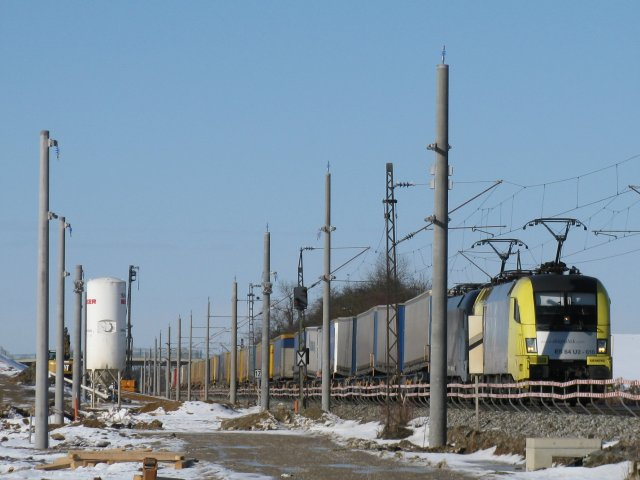
一列货运列车行经马门多夫西侧的施工现场（2010年）

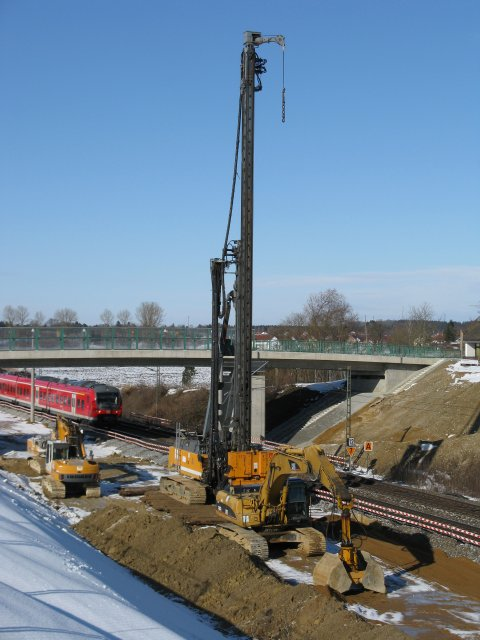
哈滕霍芬附近的路基施工

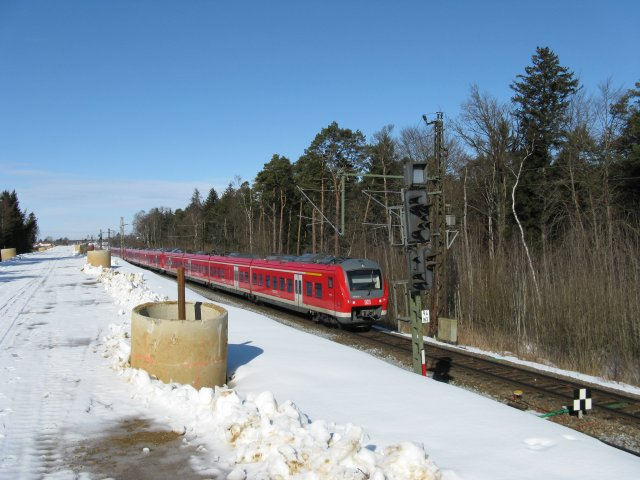
哈佩斯莫尔附近的路堤施工

在1970年代末，德国联邦铁路已发现该线路已达到性能极限，因此慕尼黑铁路管理局在1980年发布了兴建第三条轨道的规划。在1985年联邦交通基建规划中，对慕尼黑－奥格斯堡改造线路路段的投资额为6,500万德国马克，当中包括规划路段。而在1992年联邦交通基建规划，启动该项目最迫切需要的投资额提升至9,100万德国马克。它同时还为改造为四线铁路提供了依据。
由奥格斯堡至奥尔兴之间全长44公里的路段将从复线铁路扩建为四线铁路。其中的两条轨道供区域客运及货运使用，另一方面的长途客运也将获得两条独立的轨道。从此重载、慢速的货运列车将不会减缓高速运行的ICE列车的速度。两条高速线轨道的设计速度为230公里/小时，用于区域客运及货运的两条普速线轨道则被设计为160公里/小时。慕尼黑城铁则在马门多夫至慕尼黑之间拥有自己的行车轨道。
改造计划在1991年5月开始了为期六个月的土地规划咨询程序，其中在奥格斯堡至奥尔兴之间的线路改造存在两个不同的方案：除了沿既有线路进行四线扩建外，还有一条经由因宁根和南部哈斯佩莫尔之间的线路走向也进行了测试。最终，绕行奥格斯堡南部、被称为“梅灵联络线（Meringer Spange）”的后者方案基于环保理由被否决。
项目的前期规划工作于1992年初启动，并在1993年春季完成；期间也对从200至250公里/小时的不同设计速度的优点及缺点进行了权衡。总成本被估算为11.81亿德国马克。在1994年中则开始了设计规划及审批规划。1995年2月，首个计划批准程序开始启动，最后一项计划批准程序是在2003年完成。最多个人提出异议事项是相关的噪音问题，但只有极少数的投诉个案被采纳。
1997年11月，联邦政府及德国铁路之间达成了融资协议。四线改造的动工仪式于1998年5月4日在基辛举行，前巴伐利亚州长埃德蒙德·斯托伊贝尔以及联邦财政部长特奥·魏格尔出席了仪式。建设工作预期在2003年完成。
扩建项目共分为6个工程部分。在奥格斯堡至基辛的西段部分是自1998年2月起动工。2000年初，整个项目预期将在2004年投入运行。第一条新轨道则可在2003年初完成铺轨。2000年3月9日，奥格斯堡境内新的莱希河大桥（126米）被纳入建设工程。在这座全新的双线桥进行接轨后，原旧桥被拆除。而不同于此前的计划，德国铁路在2001年宣布，希望将四线范围扩大至整条线路。因此，在奥格斯堡－梅灵段完成改造后（定于2004年），其至奥尔兴北环铁路的四线路段也应随后在2008年完工。这一部分的总投资额预计为10亿德国马克。艾斯丁格的安珀河大桥在2002年8月动工建造，扩建项目此时预期可在2006年完成。随后将进行梅灵至奥尔兴格的东段扩建。
由于缺乏联邦政府的拨款，扩建项目曾在1999年和2004年两度停工。德国铁路也在2004年初考虑临时停止扩建。据德国铁路估算，拆迁费用在未付完工成本中所占的比重高达33%。但这些设想最终被摒弃，并继续坚持至2008年完工。据部分媒体报道，巴伐利亚州政府对拆迁计划进行了干预。
作为四线改造的一部分，扩建路段的范围将有约120万立方米的土料和116公里的轨道会被建立和安装。因此为使列车服务尽可能少受到施工的影响，新的铁路设施会首先平行于既有线建造。在奥尔兴至梅灵之间，两条新增的轨道将在既有线北侧铺设；梅灵至奥格斯堡之间则将在南侧或西南侧铺设。对此路堤将进行加宽，并在上面铺设道砟、铁轨和枕木。最后则是完成高架电缆及控制和安全设备（例如铁路信号、列车控制系统）的安装。奥格斯堡总站的中继信号所也为此进行了相应的扩展及适配。
此外，电子信号所已在梅灵完成升级，并连接至慕尼黑的控制中心。在奥格斯堡-霍赫措尔、基辛和哈佩斯莫尔则已完成ESTW子站的改装；同时在纳恩霍芬、迈萨赫和奥尔兴的信号所逐步改造为电子信号，并连接至梅灵。但这只有在进一步的步骤完成后方可实现，例如将旧的基础设施进行现代化翻新、更换轨道、以及枕木乃至路基和路堤进行重建。慕尼黑-帕辛车站在2011年中期也加装了一个电子信号所，主要负责对慕尼黑-罗赫豪森至诺伊豪森之间的路段进行控制。
由于扩建项目的隔音效果受到沿线居民的广泛关注，因此在奥格斯堡境内建有长达20公里的隔音屏障。
数据与事实
- 长度：61公里
- 扩建路段长度：44公里
- 设计时速：ICE列车为230公里/小时；短途及货运列车为160公里/小时
- 作为改造的一部分，线路还有：
  - 95.3公顷的占地面积
  - 43公里的堆积路堤
  - 7.5公里的新建挡土墙
  - 114公里的铺设轨道及104个轉轍器
  - 54座铁路桥梁及19座道路桥梁进行翻新或改建
  - 46公里的隔音屏障
  - 9座岛式月台及3座侧式月台进行改造或新建

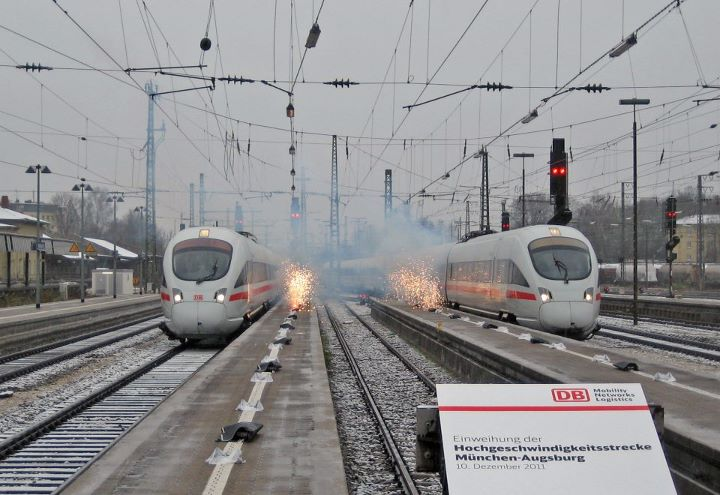
在奥格斯堡总站举行的四线通车仪式上，两列ICE列车象征性的平行停靠在一起

在《至2010年的联邦交通基础设施投资计划》中，有5.56亿欧元的投资被用于第一阶段的改造。至2005年，工程共完成3.035亿欧元的投资额。在2006年至2010年期间则将有2.15亿欧元的联邦资金用作投资。在此期间内，还有3,760万欧元的融资需求（联邦政府基金自2011年，德国铁路自筹资金及第三方捐赠自2006年）。
在第一阶段改造中，奥格斯堡总车站至奥格斯堡-霍赫措尔之间的所有四条轨道于2007年12月的运行图调整中投入使用，而奥格斯堡-霍赫措尔至哈佩斯莫尔之间的两条新建轨道也同期通车。作为下一阶段的改造，奥尔兴至格恩林登之间也投入单线运行，为此还临时设立了一条“格恩林登支线（Abzweig Gernlinden）”。
2008年10月21日，梅灵至奥格斯堡间的最后一条轨道间隙被填平。在2008年12月14日的运行图调整中，这一区间连同新增的圣阿夫拉停车点正式投入使用。在施工结束后，区间全程的行车时间应为28分钟。
自2011年6月6日起，慕尼黑－奥格斯堡铁路实现了全程四线运营，然而在两条高速线轨道中仍未能以230公里/小时的速度运行。直至2011年12月10日，改造线路开行了一班特殊班次，从而宣告高速线轨道的运行速度可达230公里/小时。项目总计投入了约7.5亿欧元的资金。伴随着新的最高速度，慕尼黑至奥格斯堡之间的长途列车行车时间被缩短至半小时以内。在2011年至2012年的年度运行图中，慕尼黑总站至奥格斯堡总站的图定行车时间为26分钟至35分钟不等，其中大部分为31分钟至33分钟。

## 运营
全长61公里的慕尼黑－奥格斯堡铁路是德国最繁忙的铁路线之一，平均每日有超过300班列车通行。即便是在国际运输，该线路也具有重大意义。作为交通走廊以及连接欧洲东西向运输的铁路干道，它已被纳入欧盟制定的欧洲中轴线（全欧交通网络第17号轴线，由巴黎至布达佩斯或布拉迪斯拉发）的组成部分。然而由于往返于纽伦堡方向的ICE服务自2006年12月起被转移至纽伦堡－因戈尔施塔特－慕尼黑高速铁路运行，该线路的高速列车班次已大为减少。
慕尼黑－奥格斯堡铁路采取长途客运、区域客运及货运并行的运行方式。长途列车在线路两端之间仅在慕尼黑经停帕辛车站。在马门多夫至慕尼黑总站之间则另有一条与主线平行的线路供慕尼黑城铁3号线使用。同样在奥格斯堡至马门多夫区间也被规划设为城铁线路（奥格斯堡城铁）。线路两端的终点站均为重要的枢纽车站。设于梅灵的车站则因为与通往魏尔海姆的阿默湖铁路相连而同样具有重要意义。
在长途客运中，线路设有每小时1班由慕尼黑经奥格斯堡、乌尔姆至斯图加特的城际快车及城际列车服务，并在当地继续前往不同的目的地。此外在慕尼黑至汉堡的城际快车服务中，还开办有每两小时1班经由奥格斯堡转往纽伦堡行驶的班次，以及每两小时1班经由奥格斯堡转往维尔茨堡行驶的班次。
在区域客运中，慕尼黑至奥格斯堡间开行有每半小时1班的区域快车（部分为区域列车）服务，它们大部分会经由奥格斯堡继续通往乌尔姆、丁克尔谢本、多瑙沃特或特罗伊希特林根等地。在2008年12月起实施的运行图调整之前，这些列车几乎完全使用111型电力机车担当牵引任务。在经过一段过渡期后，德国铁路自2009年12月起将它们大部分更换为440型电力动车组。搭乘所谓的“富格尔快车（Fugger-Express）”、往返于慕尼黑、多瑙沃特和丁克尔谢本之间的旅客数量从2009年至2014年初上涨了20%。在2013年全年则同比增长了3.3%，达到1,330万人次。
线路在奥格斯堡至马门多夫路段为奥格斯堡交通集团的计费区间，旧黑格嫩贝格至慕尼黑路段则属慕尼黑交通集团的计费区间。后者同样适用于旧黑格嫩贝格至马门多夫之间的路段。